# 鳴門市立図書館
鳴門市立図書館（なるとしりつとしょかん）は、徳島県鳴門市撫養町大桑島字蛭子山49番地にある市立図書館である。指定管理者は特定非営利活動法人ふくろうの森、所管課は鳴門市教育委員会生涯学習人権課である。

## 沿革

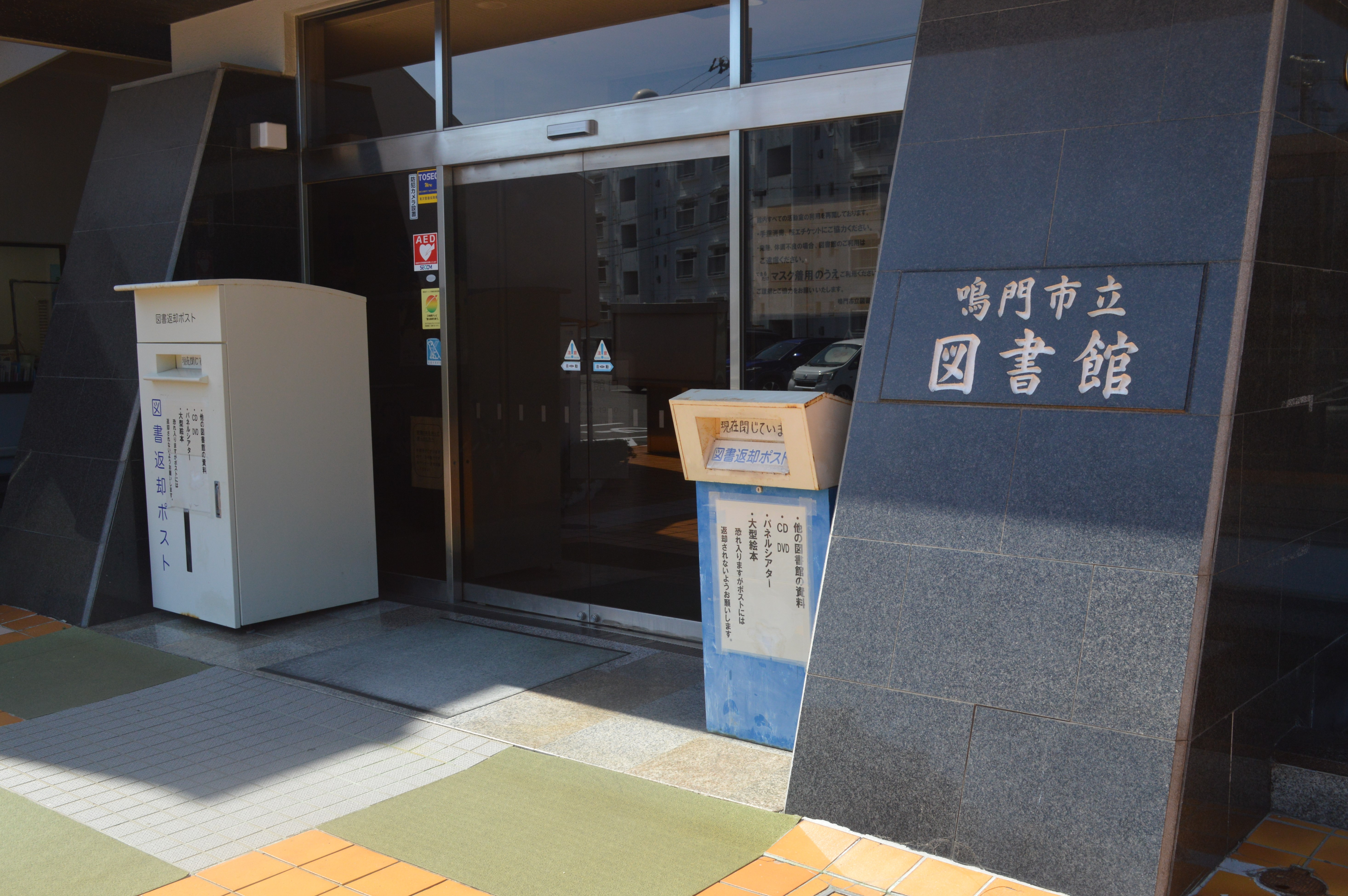
図書館の入口

- 1947年（昭和22年） - 鳴門市公民館に鳴門文庫が開設。
- 1958年（昭和33年） - 鳴門市撫養町南浜字東浜に独立館となる。 鳴門市立図書館設置条例を制定。
- 1975年（昭和50年） - 鳴門市京文庫基金を設置。
- 1980年（昭和55年） - 鳴門市立図書館として現在の鳴門市撫養町大桑島字蛭子山に移転し新館完成。 鳴門市立図書館協議会設置条例を制定。
- 1988年（昭和63年） - ゾンタ文庫を創設。
- 1996年（平成8年） - AVコーナーを設置。
- 2000年（平成12年） - 図書館システムを導入。
- 2002年（平成14年） - 「子どもの読書活動優秀実践図書館」文部科学大臣賞受賞。
- 2003年（平成15年） - 特定非営利活動法人ふくろうの森への図書館業務一部委託を開始。
- 2007年（平成19年） - 図書館システムの入れ替え、インターネット予約を開始。鳴門市ブックスタート事業開始。
- 2008年（平成20年） - 拡大読書機、自動読み取り機を導入。鳴門市立図書館開館50周年記念事業「鳴門市立図書館のうた」を作成。
- 2012年（平成24年） - 鳴門市立図書館条例を制定し、鳴門市立図書館設置条例及び鳴門市立図書館協議会設置条例を廃止。開館時間を火～金 9:00～18:30、土、日 9:00～17:30と定める。
- 2014年（平成26年）10月1日 - 特定非営利活動法人ふくろうの森への図書館業務一部委託拡大開始。開館時間延長試行実施 - 開館日全て（火～日曜日）9:00～19:00。
- 2015年（平成27年）4月1日 - 特定非営利活動法人ふくろうの森への図書館業務一部委託拡大実施。開館時間、休館日の変更を実施。開館時間…9：00～19：00。休館日 - 火曜日、館内整理日（毎月第1金曜日）、

年末年始（12月29日～1月3日）、特別整理期間。

## 利用案内
- 開館時間：9:00〜19:00
- 休館日：毎週火曜日、毎月第1金曜日、年末年始(12月29日〜1月3日)、特別整理期間

## 交通
バス
- 鳴門市地域バス高島線「市立図書館前」バス停下車、徒歩約2分。
- 徳島バス北泊線引田線・鳴門市地域バス市内循環線高島線「鳴門病院前」バス停下車、徒歩約4分。
- 徳島バス・ジェイアール四国バス「高速鳴門」バス停下車徒歩約18分。

鉄道
- JR鳴門線鳴門駅下車、徒歩約14分。

## 周辺
- 神戸淡路鳴門自動車道高速鳴門BS
- JR鳴門線鳴門駅
- 徳島銀行鳴門支店